# Design grafic

Simboluri grafice sub formă de pictograme, folosite în Statele Unite.

Designul grafic este procesul comunicare-vizual și rezolvarea problemelor de folosire a tipografiei, fotografiei și a ilustrației. Câmpul grafic al designului este considerat a fi un subgrup al comunicării vizuale și comunicare-design, dar uneori termenul de "graphic design" este folosit ca și sinonim. Designerii grafici creează și combină simboluri, imagini și text într-o formă reprezentativă de idei și imagini. Aceștia utilizează tipografia, arta vizuală și tehnici de scheme de pagină pentru a crea compoziții vizuale. Termenul de grafic design include designul corporativ (logo-uri și mărci), designul editorial (magazine, știri, și cărți) designul mediului înconjurător, reclame, web design, design de comunicare, design de ambalaje, și design de semnalizare.
Rolul designerului grafic în procesul de comunicare este acela de codificator sau interpret al mesajului. Lucrează la interpretarea, ordonarea și prezentarea mesajelor vizuale. Lucrarea de design pornește întotdeauna de la cererea unui client, o cerere care ajunge să fie stabilită lingvistic, fie oral, fie în scris, iar designul grafic transformă mesajul lingvistic într-o manifestare grafică.